# Horváth Adalbert
Horváth Adalbert (Oravica, Krassó-Szörény megye, 1783. szeptember 29. – Brod, Pozsony megye, 1850. január 11.) horvát Szent Ferenc-rendi kapisztrán szerzetes.

## Élete
Gimnáziumi tanulmányait követően lépett be a rendbe. A filozófiát Baján tanulta 1806–8-ban, a teológiát 1808–10-ben Mohácson és 1810–12-ben Vukováron. 1809-ben szentelték pappá. A horvát nyelven kívül németül, magyarul és lengyelül beszélt. Több helyen volt hitszónok, 1810–15-ben Pozsegán, 1815–16-ban Baján, 1816-ban Újlakon. Végül 1842–43-ban a mohácsi rendház főnöke, kiérdemült tartományfőnöki titkár volt.

## Művei
- Korizmena govorenja od muke i smerti Gospodina Isukersta, pokore i strashnog suda Boxjega. Iz Svetog Pisma, i nauka svetih otaca izvadjena, u kratko sloxena, i s'dopustjenem stareshinah. Buda, 1824.
- Sveta govorenja od razilcsti svetkovina. Buda, 1824.
- Nediljna govorenja za sve nedilje cile godine. Buda, 1824-25. két kötet. (Egyházi beszédek horvát nyelven.)